# Marian Kajzerek
Marian Kajzerek (ur. 27 sierpnia 1946 w Janowie) – polski hokeista, olimpijczyk.
Zawodnik grający najczęściej jako środkowy napastnik. Wychowanek Silesii Rybnik, a następnie zawodnik Unii Oświęcim i Naprzodu Janów oraz austriackich klubów ATSV Steyr i EHC Linz. Trzykrotny wicemistrz i czterokrotny brązowy medalista mistrzostw Polski.
W reprezentacji Polski wystąpił 25 razy (1969–1976) strzelając 6 bramek. Uczestniczył w turnieju o mistrzostwo świata w 1970 r. oraz w Igrzyskach Olimpijskich w Innsbrucku w 1976 r.